# Maccabi
La parola Maccabi (ebraico: מכבי) è utilizzata per far riferimento al singolo appartenente ai Maccabei, storicamente simbolo ebraico di coraggio, successo e vittoria. Nel tempo la parola è stata e viene ancora utilizzata da molte organizzazioni israeliane ed ebraiche, prevalentemente in ambito sportivo. Le associazioni sportive Maccabi hanno dato vita alle competizioni internazionali conosciute come Maccabiadi.

## Utilizzo moderno: lo sport ebraico
Maccabi oggi è sinonimo di organizzazione sportiva ebraica in 5 continenti, in oltre 50 paesi e con centinaia di migliaia di membri.
Le singole associazioni sono riunite in sei confederazioni che fanno capo alla Maccabi World Union (MWU): Maccabi Israel, European Maccabi Confederation, Confederation Maccabi North America, Confederation Maccabi Latin America, Maccabi South Africa e Maccabi Australia.
Molti gruppi Maccabi sono punti di forte aggregazione e centri polifunzionali che provvedono non solo all'educazione sportiva, ma anche a quella sociale e culturale.
In Italia i singoli club sono riuniti in associazioni e federazioni con lo scopo precipuo di diffondere i valori dello sport come momento di confronto e crescita personale e collettiva, nel rispetto della tradizione ebraica.